# Ixtlapalaco (norra Tamazunchale kommun)
Ixtlapalaco är en ort i Mexiko.   Den ligger i kommunen Tamazunchale och delstaten San Luis Potosí, i den sydöstra delen av landet, 210 km norr om huvudstaden Mexico City. Ixtlapalaco ligger 147 meter över havet och antalet invånare är 872.
Terrängen runt Ixtlapalaco är varierad. Runt Ixtlapalaco är det ganska tätbefolkat, med 67 invånare per kvadratkilometer. Närmaste större samhälle är Tamazunchale, 2,4 km väster om Ixtlapalaco. I omgivningarna runt Ixtlapalaco växer huvudsakligen savannskog.